# Inna (serial telewizyjny)
Inna (ang. Awkward., 2011-2016) – amerykański serial komediowy dla młodzieży wyprodukowany przez Remote Productions, Mosquito Productions i MTV Production Development.
Światowa premiera serialu miała miejsce 19 lipca 2011 roku na antenie MTV. W Polsce premiera serialu nastąpiła 9 października 2011 roku na kanale MTV Polska. Pierwszy odcinek 2 serii został wyemitowany 16 września 2012 roku na kanale MTV Polska.

## Opis fabuły
Serial opowiada o piętnastoletniej Jennie Hamilton (Ashley Rickards), zwykłej, niezauważanej, nieco zakompleksionej nastolatce, która chciałaby być najpopularniejsza w szkole, ale brakuje jej odwagi oraz przebojowości. Wieczorami bloguje o swoich problemach i rozterkach. Dziewczyna ulega wypadkowi, który wygląda jak próba samobójcza. W drugim sezonie głównym wątek koncentruje się wokół wyboru chłopaka Jenny: wysportowanego Jake'a czy przystojnego Mattiego.

## Obsada

### Główni
- Ashley Rickards jako Jenna Hamilton
- Beau Mirchoff jako Matty McKibben
- Nikki DeLoach jako Lacey Hamilton
- Brett Davern jako Jake Rosati
- Molly Tarlov jako Sadie Saxton
- Jillian Rose Reed jako Tamara
- Desi Lydic jako Valerie Marks

### Opis postaci
Jenna Hamilton (Ashley Rickards) to przeciętna siedemnastoletnia licealistka o pesymistycznym spojrzeniu na życie. Bohaterka chce dokonać radykalnych zmian w swoim życiu po otrzymaniu tajemniczego listu, którego autor twierdzi, że Jenna mogłaby zniknąć i nikt by tego nie zauważył. Poprzez szereg niefortunnych zdarzeń dochodzi do wypadku, z którego bohaterka wychodzi ze złamaną ręką. Rówieśnicy jednak stwierdzają, że nie był to wypadek, a nieudana próba samobójcza. Dziewczyna traci dziewictwo z Matty'm, który jednak nie chce publicznie przyznać się do związku. Jenna może w każdej chwili liczyć na swoje najlepsze przyjaciółki Tamarę i Ming. W pierwszym sezonie bohaterka zaczyna związek z Jake'm Rosati. W drugim sezonie Jenna mówi Jake'owi, że nie jest dziewicą i przyznaje się, że wciąż jest zakochana w byłym chłopaku Jenna i Matty oficjalnie wracają do siebie w sezonie 2 w odcinku finałowym. Jenna jednak zastanawia się czy nie podjęła decyzji zbyt pochopnie.
Matthew " Matty " McKibben (Beau Mirchoff) to bardzo przystojny i popularny w szkole sportowiec. Jeden z chłopaków Jenny. Matty jest najlepszym przyjacielem Jake'a Rosatiego i obiektem uczuć Sadie. W drugim sezonie właśnie Jake zostaje chłopakiem Jenny. Matty przyznaje, że darzy uczuciem Jennę, ale ona ma już zobowiązania wobec Jake'a. Jednak w dalszej części sezonu drugiego, w odcinku ósmym, Jake dowiaduje się o związku ukochanej z kolegą. Czuje się oszukany zarówno przez byłą dziewczynę i przyjaciela. Matty później pojawia się w domu Jenny, aby ją pocieszyć. Spotkanie kończy się pocałunkiem, który obserwuje Jake. Matty i Jenna oficjalnie wracają do siebie w finale sezonu drugiego.

### Pozostali
- Jessica Lu jako Ming Huang
- Greer Grammer jako Lissa
- Mike Faiola jako Kevin Hamilton

## Spis odcinków

### Seria 1
| Światowa premiera | Polska premiera | N/o | Polski tytuł                         | Angielski tytuł                                |
| ----------------- | --------------- | --- | ------------------------------------ | ---------------------------------------------- |
|                   |                 |     |                                      |                                                |
| 19.07.2011        | 09.10.2011      | 01  | Pilot                                | Not Worth A Cent                               |
|                   |                 |     |                                      |                                                |
| 26.07.2011        | 16.10.2011      | 02  | To jakiś zły sen                     | Knocker Nightmare                              |
|                   |                 |     |                                      |                                                |
| 02.08.2011        | 23.10.2011      | 03  | To o co chodzi?                      | The Way We Weren't                             |
|                   |                 |     |                                      |                                                |
| 09.08.2011        | 30.10.2011      | 04  | Zdradzieckie oko                     | The Scarlet Eye                                |
|                   |                 |     |                                      |                                                |
| 16.08.2011        | 06.11.2011      | 05  | Jenna żyje                           | Jenna Lives                                    |
|                   |                 |     |                                      |                                                |
| 23.08.2011        | 13.11.2011      | 06  | Wredne dziewczyny                    | Queen Bee-atches                               |
|                   |                 |     |                                      |                                                |
| 30.08.2011        | 20.11.2011      | 07  | Po moim trupie                       | Over My Dead Body                              |
|                   |                 |     |                                      |                                                |
| 06.09.2011        | 27.11.2011      | 08  | Przygody ciotki Ally i małej wredoty | The Adventures of Aunt Ally and the Lil' Bitch |
|                   |                 |     |                                      |                                                |
| 13.09.2011        | 04.12.2011      | 09  | Moje słodko-gorzkie urodziny         | My Super Bittersweet Sixteen                   |
|                   |                 |     |                                      |                                                |
| 20.09.2011        | 11.12.2011      | 10  | Z pewnością                          | No Doubt                                       |
|                   |                 |     |                                      |                                                |
| 27.09.2011        | 18.12.2011      | 11  | Nazywam się Jenna Hamilton           | I Am Jenna Hamilton                            |
|                   |                 |     |                                      |                                                |
| 27.09.2011        | 25.12.2011      | 12  | Brzemienny w skutki                  | Fateful                                        |
|                   |                 |     |                                      |                                                |

### Seria 2
| Światowa premiera | Polska premiera | N/o | Polski tytuł                      | Angielski tytuł                   |
| ----------------- | --------------- | --- | --------------------------------- | --------------------------------- |
|                   |                 |     |                                   |                                   |
| 28.06.2012        | 16.09.2012      | 13  | Postanowienia                     | Resolutions                       |
|                   |                 |     |                                   |                                   |
| 05.07.2012        | 23.09.2012      | 14  | Sex, kłamstwa i sanaktuarium      | Sex, Lies and the Sanctuary       |
|                   |                 |     |                                   |                                   |
| 12.07.2012        | 30.09.2012      | 15  | Trójka to już tłum                | Three's A Crowd                   |
|                   |                 |     |                                   |                                   |
| 19.07.2012        | 07.10.2012      | 16  | Jesteś tam Boże? To ja, Jenna     | Are You There God? It's Me, Jenna |
|                   |                 |     |                                   |                                   |
| 26.07.2012        | 14.10.2012      | 17  |                                   | My Love Is a Black Heart          |
|                   |                 |     |                                   |                                   |
| 02.08.2012        | 21.10.2012      | 18  | Co jest pierwsze: sex czy miłość? | What Comes First: Sex or Love?    |
|                   |                 |     |                                   |                                   |
| 09.08.2012        | 28.10.2012      | 19  | Następny gryzie glebę             | Another One Bites the Dust        |
|                   |                 |     |                                   |                                   |
| 16.08.2012        | 04.11.2012      | 20  | Za każdym razem                   | Time After Time                   |
|                   |                 |     |                                   |                                   |
| 23.08.2012        | 11.11.2012      | 21  | Rozbijająca związki Hamilton      | Homewrecker Hamilton              |
|                   |                 |     |                                   |                                   |
| 30.08.2012        | 18.11.2012      | 22  | Wybierz i kochaj mnie             | Pick Me, Choose Me, Love Me       |
|                   |                 |     |                                   |                                   |
| 06.09.2012        | 25.11.2012      | 23  | Pewnego razu na blogu             | Once Upon a Blog                  |
|                   |                 |     |                                   |                                   |
| 13.09.2012        | 02.12.2012      | 24  | Drugi do pary                     | The Other Shoe                    |
|                   |                 |     |                                   |                                   |

### Seria 3
| Światowa premiera | Polska premiera | N/o | Polski tytuł                      | Angielski tytuł                   |
| ----------------- | --------------- | --- | --------------------------------- | --------------------------------- |
|                   |                 |     |                                   |                                   |
| 16.04.2013        | 15.09.2013      | 25  | Zmiany, zmiany, zmiany            | Cha-cha-cha-changes               |
|                   |                 |     |                                   |                                   |
| 16.04.2013        | 22.09.2013      | 26  | Odpowiedzialnie nieodpowiedzialna | Responsibly Irresponsible         |
|                   |                 |     |                                   |                                   |
| 23.04.2013        | 29.09.2013      | 27  |                                   | A Little Less Conversation        |
|                   |                 |     |                                   |                                   |
| 30.04.2013        | 06.10.2013      | 28  | Porozmawiajmy o sexie             | Let's Talk About Sex              |
|                   |                 |     |                                   |                                   |
| 07.05.2013        | 13.10.2013      | 29  | Nieprzyzwoita ekspozycja          | Indecent Exposure                 |
|                   |                 |     |                                   |                                   |
| 14.05.2013        | 20.10.2013      | 30  | Ta dziewczyna znowu uderza        | That Girl Strikes Again           |
|                   |                 |     |                                   |                                   |
| 21.05.2013        | 27.10.2013      | 31  | Nieuzasadnione poczucie winy      | Guilt Trippin                     |
|                   |                 |     |                                   |                                   |
| 28.05.2013        | 03.11.2013      | 32  |                                   | Rubbed Raw and Reeling            |
|                   |                 |     |                                   |                                   |
| 04.06.2013        | 12.11.2013      | 33  | Zejście na ziemię                 | Reality Check                     |
|                   |                 |     |                                   |                                   |
| 11.06.2013        | 17.11.2013      | 34  | Redefinicja Jenny                 | Redefining Jenna                  |
|                   |                 |     |                                   |                                   |
| 22.10.2013        | 12.01.2014      | 35  | Niespodzianka!                    | Surprise!                         |
|                   |                 |     |                                   |                                   |
| 29.10.2013        | 19.01.2014      | 36  | A potem stało się to              | And Then What Happened            |
|                   |                 |     |                                   |                                   |
| 05.11.2013        | 26.01.2014      | 37  | Branie stron                      | Taking Sides                      |
|                   |                 |     |                                   |                                   |
| 12.11.2013        | 02.02.2014      | 38  | Złe nasienie                      | The Bad Seed                      |
|                   |                 |     |                                   |                                   |
| 19.11.2013        | 09.02.2014      | 39  | Odcinek specjalny Innej           | A Very Special Episode of Awkward |
|                   |                 |     |                                   |                                   |
| 19.11.2013        | 16.02.2014      | 40  | Mniej niż bohater                 | Less Than Hero                    |
|                   |                 |     |                                   |                                   |
| 26.11.2013        | 23.02.2014      | 41  | Przegrana walka                   | The Campaign Fail                 |
|                   |                 |     |                                   |                                   |
| 03.12.2013        | 02.03.2014      | 42  | Stara Jenna                       | Old Jenna                         |
|                   |                 |     |                                   |                                   |
| 10.12.2013        | 09.03.2014      | 43  | Duchowa ulga                      | Karmic Relief                     |
|                   |                 |     |                                   |                                   |
| 17.12.2013        | 16.03.2014      | 44  | Kim chcę być                      | Who I Want to Be                  |
|                   |                 |     |                                   |                                   |

### Seria 4
| Światowa premiera | Polska premiera | N/o | Polski tytuł               | Angielski tytuł       |
| ----------------- | --------------- | --- | -------------------------- | --------------------- |
|                   |                 |     |                            |                       |
| 15.04.2014        | 04.05.2014      | 45  | Brak kobiety na tej wyspie | No Woman is an Island |
|                   |                 |     |                            |                       |
| 22.04.2014        | 11.05.2014      | 46  | Posłuchaj tego             | Listen to This        |
|                   |                 |     |                            |                       |
| 29.04.2014        | 18.05.2014      | 47  | Dotknięta przez Anioła     | Touched by an Angel   |
|                   |                 |     |                            |                       |
| 06.05.2014        | 25.05.2014      | 48  | Puszczalskie laski         | Sophomore Sluts       |
|                   |                 |     |                            |                       |
| 13.05.2014        | 01.06.2014      | 49  | Nocleg                     | Overnight             |
|                   |                 |     |                            |                       |
| 20.05.2014        | 08.06.2014      | 50  | Koronny moment             | Crowning Moments      |
|                   |                 |     |                            |                       |
| 28.05.2014        | 15.06.2014      | 51  | Po godzinach               | After Hours           |
|                   |                 |     |                            |                       |
| 04.06.2014        | 22.06.2014      | 52  | Osadzeni                   | Prison Breaks         |
|                   |                 |     |                            |                       |
| 11.06.2014        | 29.06.2014      | 53  | Osobiste oświadczenie      | My Personal Statement |
|                   |                 |     |                            |                       |
| 17.06.2014        | 06.07.2014      | 54  | Zimowa robota, część 1     | Snow Job, Part 1      |
|                   |                 |     |                            |                       |
| 17.06.2014        | 13.07.2014      | 55  | Zimowa robota, część 2     | Snow Job, Part 2      |
|                   |                 |     |                            |                       |